# Silba
Silba este o arie protejată (sit de importanță comunitară — SCI) din Croația întinsă pe o suprafață de 1.436,28 ha, integral pe uscat.

## Localizare
Centrul sitului Silba este situat la coordonatele 44°23′04″N 14°41′37″E / 44.384309°N 14.693494°E.

## Înființare
Situl Silba a fost declarat sit de importanță comunitară în iulie 2013 pentru a proteja 1 specie de animale.

## Biodiversitate
Situată în ecoregiunea mediteraneană, aria protejată conține 2 habitate naturale: Vegetație anuală la limita mareei, Faleze cu vegetație de Limonium spp. endemic de pe coastele mediteraneene.
La baza desemnării sitului se află o specie protejată de  reptile: șarpele cu patru dungi (Elaphe quatuorlineata).
Pe lângă speciile protejate, pe teritoriul sitului au mai fost identificate 1 specie de plante.